# مفاخر اسلام
مفاخر اسلام کتابی از علی دوانی است که در سال ۱۳۶۶ منتشر و در مراسم کتاب سال جمهوری اسلامی ایران به‌عنوان کتاب برگزیده معرفی شد.